# Zulu Comedy Galla
Zulu Comedy Galla var en dansk årlig prisuddeling, som blev sendt mellem 2009 og 2022 på TV 2 Zulu. Showet markerede afslutningen på den årlige comedyfestival, Zulu Comedy Festival, og hyldede de bedste præstationer indenfor dansk comedy i det forgangne år. I showet blev der uddelt to priser; hovedprisen "Årets Komiker" og "Talentprisen", samt at der blev udnævnt og promoveret tre "Comedy Håb" blandt upcoming stand-up-artister og performere. I 2010 blev en ærespris, "Zulu Comedy Æresprisen", introduceret og uddelt for første gang.
Undervejs i showet blev de nominerede til "Årets Komiker" og "Talentprisen" præstenteret med den endelig afsløring og uddeling til sidst. Mellem præsentationerne af de nominerede, optrådte bl.a de tre nye comedy håb, samt det foregåendes års vinder af Talentprisen. Derudover optrådte øvrige indbudte komikere.
Nikolaj Lie Kaas og Rasmus Bjerg lavede et indslag med sangen "Fugt i Fundamentet" under navnet Nik & Ras i 2011. Sangen blev efterfølgende meget populær på YouTube og solgte dobbelt guld. Året efter blev den fulgt op med "Hvad Der Sker Her".
Showet har vundet titlen som "Årets Danske TV program 2010" til Zulu Awards.

## Vindere og nominerede
| År   | Vært                 | Årets Komiker | Øvrige Nominerede | Läkerols / Garmins Talentpris | Øvrige nominerede til Talentprisen                        | De nye håb                                            | Zulu Comedy Æresprisen |
| ---- | -------------------- | --- | --- | ----------------------------- | --------------------------------------------------------- | ----------------------------------------------------- | ---------------------- |
| 2009 | Nikolaj Lie Kaas     | Anders Matthesen for Sorte kugler | - Linda P for sin rolle i Winnie & Karina - Ditte Hansen for sine roller i Cirkusrevyen - Martin Buch for sin rolle i Rytteriet | Jesper Juhl                   | - Tobias Dybvad - Elias Ehlers - Simon Talbot             | - Morten Sørensen - Heino Hansen - Morden May         |                        |
| 2010 | Martin Brygmann      | Linda P for Rommen er en tøjte | - Frank Hvam - Rune Klan - Andreas Bo Pedersen - Troels Malling | Thomas Warberg                | - Heino Hansen - Martin Høgsted                           | - Jesper Rönndahl - Mikkel Rask - Ruben Søltoft       | Ulf Pilgaard           |
| 2011 | Nikolaj Lie Kaas     | Andreas Bo Pedersen for sine præstationer i Live fra Bremen                                                                                      | - Casper Christensen - Anders Lund Madsen - Ditte Hansen | Tobias Dybvad                 | - Specialklassen - Morten Sørensen - Torben Chris         | - Daniel Lill - Alex Thelander - Kim Andersen         |                        |
| 2012 | Nikolaj Lie Kaas     | Mick Øgendahl, for Spas | - Bodil Jørgensen, for Han, Hun, Vov & Pelsen - Jan Gintberg, for I LUV JAN - Casper & Frank, for Nu som mennesker - Lasse Rimmer, for Komiker | Rasmus Olsen                  | - Ruben Søltoft - Nikolaj Stokholm - Anders Grau          | - Sofie Hagen - Tine Marie Nielsen - Anders Grau      |                        |
| 2013 | Sidse Babett Knudsen | Anders Matthesen, for Anders | - Christian Fuhlendorff, for Enestående - Magnus Millang, for rollerne Torben og Jeppe K. i Danish Dynamite - Rasmus Bjerg, for sine roller i Live fra Bremen, Timo i Alle for to og rollen som Ø B i Kagefabrikken - Tobias Dybvad, for Dybvaaaaad!, og Sjov mand - klam personlighed | Anders Grau                   | - Martin Nørgaard - Mikkel Malmberg - Morten Wichmann     | - Jacob Taarnhøj - Kasper Porsdal - Frederik Rosgaard |                        |
| 2014 | Rasmus Bjerg         | Martin Høgsted og Magnus Millang, for Danish Dynamite                                                                                            | - Jonatan Spang, for Jonatan Spang's Bryllup - Simon Talbot, for Talle Alene i Verden - Frank Hvam, for Upassende - Tobias Dybvad, for Dybvaaaaad! | Martin Nørgaard               | - Daniel Lill - Kasper Gross - Morten Wichmann            | - Natasha Brock - Victor Lander - Jonas Brøndum       |                        |
| 2015 | Rasmus Bjerg         | Christian Fuhlendorff, for Gandhi på P3 og For at gøre en kort historie lang                                                                     | - Tobias Dybvad, for Dybvaaaad og Er det ikke dig fra Dybvad? - Jan Gintberg, for Gintberg på kanten - Jacob Tingleff, for Ulige Uger | Jonas Mogensen                | - Jakob Svendsen - Ane Høegsberg - Mikkel Rask            | - Jonas Kjærsgaard - Molly Thornhill - Sofie Flykt    | Casper Christensen     |
| 2016 | Rune Klan            | Jonatan Spang for onemanshowet Danmark og tv-serien Lillemand                                                                                    | - Simon Talbot for Simon Talbots Sketch Show og Mr. Copenhagen - Sofie Hagen for Bubblewrap - Ruben Søltoft for Mit Hoved' | Ane Høgsberg                  | - Frederik Rosgaard - Jakob Svendsen - Mark Le Fêvre      | - Pelle Lundberg - Haija Reyes                        |                        |
| 2017 | Nikolaj Lie Kaas     | Frederik Cilius og Rasmus Bruun for Den Korte Radioavis på Radio24syv                                                                            | - Rune Klan for Barnløs - Mick Øgendahl for Fest - Linda P for Normal? | Jacob Taarnhøj                | - Frederik Rosgaard - Kasper Gross - Mikkel Klint Thorius | - Lasse Madsen - Mahamad Habane - Lars Dons           |                        |
| 2018 | Mick Øgendahl        | Jonatan Spang for Tæt på sandheden med Jonatan Spang på DR2.                                                                                     | - Martin Buch og Rasmus Botoft for Rytteriet Live - Christian Fuhlendorff for Går over i historien del 1 - Nikolaj Stokholm for Mit liv som Nikolaj Stokholm - Frederik Cilius & Rasmus Bruun for Det Skide Show & Den Korte Weekendavis                                               | Pelle Lundberg                | - Mads Holm - Jakob Svendsen - Natasha Brock              | - Anne Bakland - Peter Werner - Per Sodemann          |                        |
| 2019 | Søren Rasted         | Anders Matthesen for ANDEN 25 og Ternet Ninja | - Mick Øgendahl & Frank Hvam for Det Gode Selskab - Lasse Rimmer for Færre End Tre - Simon Talbot for Make Denmark Great Again - Mark Le Fêvre for Bøvl | Mads Holm                     | - Mahamad Habane - Per Sodemann - Lars Dons               | - Simon Tang - Lasse Sandholdt - Johnny Robertson     |                        |
| 2020 | Sofie Linde          | *Mick Øgendahl for "Altid, at stå klar til, at hjælpe kollegaer og comedy-branchen når det brænder på. Oven i det, er Mick også en god kammerat" | - Simon Talbot - Ane Høgsberg - Melvin Kakooza - Tobias Dybvad | Frederik Rosgaard             | - Per Sodemann - Sofie Flykt - Simon Tang                 | - Troels Messmann - Eva Jin - Niels Nørkjær           |                        |
| 2021 | Nikolaj Stokholm     | Nikolaj Stokholm for Turen går til Nikolaj Stokholm                                                                                              | - Adam & Noah for Farvel & Tjak - Linda P for Sabotagehunger - Martin Johannes Larsen for sin Instagramprofil - ved at lave "to-go komik", og udfordre at komik foregår på de store scene.                                                                                             | Per Sodemann                  | - Natasha Brock - Eva Jin - Jonas Kjærsgaard              | - Dharshika Christopher - Oliver Stanescu - Jalal     | Søren Østergaard       |
| 2022 | Lars Ranthe          | Heino Hansen for Heino Hansens Første Comedy Tour                                                                                                | - Thomas Warberg for Et storslået menneske - Emma Sehested Høeg for Lolita for altid og Skyld - r8Dio - Undskyld vi roder for podcasten af samme navn | Oliver Stanescu               | - Nina Rask - Anne Bakland - Rasmus Wallbridge            |                                                       |                        |

*Prisen "Årets komiker" blev aflyst pga. coronaviruspandemien, i stedet blev prisen "Årets kammerat" uddelt.

## Flest 'Årets komiker'-priser
| Antal gange | Komiker                                                 | År               |
| ----------- | ------------------------------------------------------- | ---------------- |
| 3           | Anders Matthesen                                        | 2009, 2013, 2019 |
| 2           | Jonatan Spang                                           | 2016, 2018       |
| 2*          | Mick Øgendahl                                           | 2012, 2020*      |
| 1           | Linda P                                                 | 2010             |
| 1           | Andreas Bo Pedersen                                     | 2011             |
| 1           | Martin Høgsted og Magnus Millang som Danish Dynamite    | 2014             |
| 1           | Christian Fuhlendorff                                   | 2015             |
| 1           | Frederik Cilius og Rasmus Bruun som Den Korte Radioavis | 2017             |
| 1           | Nikolaj Stokholm                                        | 2021             |
| 1           | Heino Hansen                                            | 2022             |

*I 2020 blev prisen uddelt som "Årets kammerat"

## Flest nomineringer som "årets komiker"
| Antal gange | Komiker                | År                      | Sejre |
| ----------- | ---------------------- | ----------------------- | ----- |
| 4           | Linda P                | 2009, 2010, 2017, 2021  | 1     |
| 4           | Frank Hvam             | 2010, 2012, 2014, 2019  | 0     |
| 4*          | Mick Øgendahl          | 2012, 2017, 2019, 2020* | 2     |
| 4*          | Tobias Dybvad          | 2013, 2014, 2015, 2020* | 0     |
| 4*          | Simon Talbot           | 2014, 2016, 2019, 2020* | 0     |
| 3           | Anders Matthesen       | 2009, 2013, 2019        | 3     |
| 3           | Christian Fuhlendorff  | 2013, 2015, 2018        | 1     |
| 3           | Jonatan Spang          | 2014, 2016, 2018        | 2     |
| 2           | Ditte Hansen           | 2009, 2011              | 0     |
| 2           | Martin Buch            | 2009, 2018              | 0     |
| 2           | Andreas Bo Pedersen    | 2010, 2011              | 1     |
| 2           | Rune Klan              | 2010, 2017              | 0     |
| 2           | Casper Christensen     | 2011, 2012              | 0     |
| 2           | Jan Gintberg           | 2012, 2015              | 0     |
| 2           | Lasse Rimmer           | 2012, 2019              | 0     |
| 2           | Magnus Millang         | 2013, 2014              | 1     |
| 2           | Frederik Cilius        | 2017, 2018              | 1     |
| 2           | Rasmus Bruun           | 2017, 2018              | 1     |
| 2           | Nikolaj Stokholm       | 2018, 2021              | 1     |
| 1           | Troels Malling         | 2010                    | 0     |
| 1           | Anders Lund Madsen     | 2011                    | 0     |
| 1           | Bodil Jørgensen        | 2012                    | 0     |
| 1           | Rasmus Bjerg           | 2013                    | 0     |
| 1           | Martin Høgsted         | 2014                    | 1     |
| 1           | Jacob Tingleff         | 2015                    | 0     |
| 1           | Sofie Hagen            | 2016                    | 0     |
| 1           | Ruben Søltoft          | 2016                    | 0     |
| 1           | Rasmus Botoft          | 2018                    | 0     |
| 1           | Mark Le Fêvre          | 2019                    | 0     |
| 1*          | Ane Høgsberg           | 2020*                   | 0     |
| 1*          | Melvin Kakooza         | 2020*                   | 0     |
| 1           | Martin Johannes Larsen | 2021                    | 0     |
| 1           | Adam                   | 2021                    | 0     |
| 1           | Noah                   | 2021                    | 0     |
| 1           | Heino Hansen           | 2022                    | 1     |
| 1           | Thomas Warberg         | 2022                    | 0     |
| 1           | Emma Sehested Høeg     | 2022                    | 0     |
| 1           | R8dio                  | 2022                    | 0     |

*I 2020 blev prisen uddelt som "Årets kammerat"

## Nominerede til talentprisen
| Antal | Komiker              | År               | Evt. sejr |
| ----- | -------------------- | ---------------- | --------- |
| 3     | Jakob Svendsen       | 2015, 2016, 2018 |           |
| 3     | Frederik Rosgaard    | 2016, 2017, 2020 | 2020      |
| 3     | Per Sodemann         | 2019, 2020, 2021 | 2021      |
| 2     | Tobias Dybvad        | 2009, 2011       | 2011      |
| 2     | Anders Grau          | 2012, 2013       | 2013      |
| 2     | Martin Nørgaard      | 2013, 2014       | 2014      |
| 2     | Morten Wichmann      | 2013, 2014       |           |
| 2     | Kasper Gross         | 2014, 2017       |           |
| 2     | Ane Høgsberg         | 2015, 2016       | 2016      |
| 2     | Mads Holm            | 2018, 2019       | 2019      |
| 2     | Natasha Brock        | 2018, 2021       |           |
| 1     | Jesper Juhl          | 2009             | 2009      |
| 1     | Elias Ehlers         | 2009             |           |
| 1     | Simon Talbot         | 2009             |           |
| 1     | Thomas Warberg       | 2010             | 2010      |
| 1     | Heino Hansen         | 2010             |           |
| 1     | Martin Høgsted       | 2010             |           |
| 1     | Specialklassen       | 2011             |           |
| 1     | Morten Sørensen      | 2011             |           |
| 1     | Torben Chris         | 2011             |           |
| 1     | Rasmus Olsen         | 2012             | 2012      |
| 1     | Nikolaj Stokholm     | 2012             |           |
| 1     | Ruben Søltoft        | 2012             |           |
| 1     | Mikkel Malmberg      | 2013             |           |
| 1     | Daniel Lill          | 2014             |           |
| 1     | Jonas Mogensen       | 2015             | 2015      |
| 1     | Mikkel Rask          | 2015             |           |
| 1     | Mark Le Fevre        | 2016             |           |
| 1     | Jacob Taarnhøj       | 2017             | 2017      |
| 1     | Mikkel Klint Thorius | 2017             |           |
| 1     | Pelle Lundberg       | 2018             | 2018      |
| 1     | Mahamad Habane       | 2019             |           |
| 1     | Lars Dons            | 2019             |           |
| 1     | Sofie Flykt          | 2020             |           |
| 1     | Simon Tang           | 2020             |           |
| 1     | Eva Jin              | 2021             |           |
| 1     | Jonas Kjærsgaard     | 2021             |           |
| 1     | Oliver Stanescu      | 2022             | 2022      |
| 1     | Nina Rask            | 2022             |           |
| 1     | Anne Bakland         | 2022             |           |
| 1     | Rasmus Wallbridge    | 2022             |           |